# 刈込池 (富山県)
刈込池（かりこめいけ）は、富山県富山市の立山カルデラ内に位置する池。火口湖とされており、立山カルデラの湖沼の中では最も水深が深い。

## 地理
立山カルデラにある4つの池の一つで、形状は単純な楕円形をしている。立山カルデラ内の池では最も水深の深い湖である。

## 形成
火山の爆裂火口（マール）によって形成された。隣接する新湯という池も同じ成因だが、そちらは池の水が約70度の温泉であり、この池とは異質な地形をしている。

## 生態
抽水性の植物は見られないが、湖畔林が繁茂して水面に張り出している。魚類は存在していないが、クロサンショウウオの個体数は多い。
また、ここに生息するカラカネトンボとメススジゲンゴロウやマメシジミは富山県の絶滅危惧種のレッドリストに記載されている、希少な生物である。刈込池で立山カルデラの在来生物が多くて生息するのは、魚類が生息していないことが要因と推測されている。

## 周囲
立山カルデラ内にはこの池の他に、地滑りの堰止湖とされる泥鰌池や多枝原池と、火口湖で水源が温泉である新湯の3つの池がある。